# Cylindromyrmex longiceps
Cylindromyrmex longiceps är en myrart som beskrevs av Andre 1892. Cylindromyrmex longiceps ingår i släktet Cylindromyrmex och familjen myror. Inga underarter finns listade i Catalogue of Life.